# Archegos Capital Management

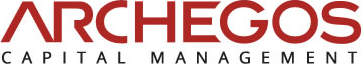

Archegos Capital Management ist eine 2013 gegründete Vermögensanlagegesellschaft mit Sitz in New York City. Sie bezeichnet sich selbst als Family-Office. Gründer und Co-Leiter ist der gebürtige Südkoreaner Bill Hwang. Die Gesellschaft konnte am 26. März 2021 ihren Nachschusspflichten gegenüber den kreditgebenden Banken nicht nachkommen, was zu Belastungen in Milliardenhöhe bei den betroffenen Kreditinstituten geführt hat.

## Geschichte und geschäftliche Aktivitäten
Hwang hat Wirtschaftswissenschaft in den USA studiert, er besitzt einen MBA-Abschluss der Carnegie Mellon University. Nach mehrjähriger beruflicher Angestelltentätigkeit in der New Yorker Finanzwirtschaft gründete er 2001 die Hedgefonds-Gesellschaft „Tiger Asia Management“, die nach wenigen Jahren bereits über ein zu verwaltendes Vermögen von mehreren Milliarden US-Dollar verfügte. 2012 beschuldigte die US-Aufsichtsbehörde SEC die Gesellschaft wegen verbotenem Insiderhandel. Hwang erklärte sich schuldig und stimmte einer Vergleichszahlung in Höhe von 44 Mio. US-Dollar zu. Außerdem erhielt Hwang ein vierjähriges Handelsverbot an der Börse in Hongkong. Der Fonds wurde später geschlossen.
Daraufhin gründete er 2013 die Gesellschaft Archegos Capital Management. Finanzmittel der früheren Gesellschaft wurden teilweise auf die Neugründung übertragen. Die Gesellschaft firmiert als Family Office, was gegenüber Hedgefonds u. a. den Vorteil weniger strenger Regulierungsauflagen mit sich bringt. Anlageschwerpunkte waren die Finanzmärkte in USA, China, Japan, Korea und Europa. Die Gesellschaft engagierte sich vor allem in Derivaten, insbesondere in Total Rate of Return Swaps. Das zuletzt verwaltete Vermögen wird auf zehn bis zwanzig Milliarden US-Dollar geschätzt; es wurden ca. 50 Mitarbeiter beschäftigt. Die Gesamtposition der Aktienengagements soll bis zu 50 Milliarden US-Dollar betragen haben – vor allem kreditfinanziert und mit Aktien besichert.

## Zahlungsunfähigkeit März 2021
Vor dem Zusammenbruch war die Gesellschaft in hohem Maße in Titeln des US-Medienkonzerns ViacomCBS sowie in Discovery Inc. engagiert. Der Aktienkurs von ViacomCBS war seit Herbst 2020 von rund 30 auf über 100 US-Dollar gestiegen. Im Zuge dieser Entwicklung baute Archegos die Position in ViacomCBS weiter aus. Im März 2021 nutzte der Medienkonzern die hohe Börsenbewertung, um sich frisches Kapital zu besorgen, und informierte die Öffentlichkeit über Maßnahmen zur Kapitalerhöhung. Das zusätzliche Angebot an Wertpapieren setzte den Kurs unter Druck. Das hatte zur Folge, dass mehrere Hedgefonds ihren Nachschussverpflichtungen nur durch Notverkäufe nachkommen konnten; dies verschärfte den Kursdruck bei ViacomCBS-Aktien. Innerhalb weniger Tage rutschte er von über 100 auf unter 50 US-Dollar. Der Wert der bei kreditgebenden Banken als Sicherheit hinterlegten Aktien fiel ebenfalls. Zeitgleich geriet auch der Kurs von Discovery unter Druck. Die Banken verlangten von Archegos einen Nachschuss in Form von weiteren Wertpapieren oder Liquidität. Archegos war dazu nicht in der Lage.
Bei den mit Archegos zusammenarbeiteten Banken traf es vor allem Credit Suisse sowie Nomura, wobei über Verlustbeträge von jeweils mehreren Milliarden und in Summe für alle Beteiligten von über zehn Milliarden US-Dollar in den Medien berichtet wird.
Im April 2022 hat die US-Staatsanwaltschaft Hwang sowie den Finanzchef von Archegos verhaftet. Ihnen werden betrügerische Marktmanipulationen vorgeworfen.